# Волин, Артём Павлович
Артём Павлович Волин  (1929—1980)  — советский ученый, геофизик—сейсморазведчик, кандидат геолого-минералогических наук (1965). Один из авторов метода поперечных волн в сейсморазведке. Ответственный редактор выпусков серии «Вопросы динамической теории распространения упругих волн». Лауреат Государственной премии СССР в области науки и техники.

## Биография
Родился в 1929 году, в Ленинграде. В 1936 году поступил в школу, где проучился пять лет, до начала блокады Ленинграда. В течение всей войны оставался в городе, входил в дружину по тушению пожаров. В 1948 году окончил среднюю школу и поступил на геологический факультет ЛГУ.
С 1952 года занимается научной работой в группе профессора Г. И. Петрашеня, изучает закономерности распространения упругих волн (в первую очередь поперечных) в геологической среде.
В 1953 году с отличием окончил университет и остался работать в лаборатории геофизических методов разведки геологического факультета.
В 1955 году входит в новообразованную лабораторию динамики упругих сред ЛГУ, где проработал всю жизнь.
Исследовал особенности возбуждения и регистрации поперечных волн, возможности использования рефрагированных волн в рудной геофизике.
В 1965 году защищает диссертацию на соискание учёной степени кандидата геолого-минералогических наук.
В 1969 году публикует монографию, посвященную обзору работ в области рудной сейсморазведки.
В последние годы жизни занимается морской сейсморазведкой, проблемами кратных волн,  решением прямых задач сейсморазведки на ЭВМ, вопросами интерпретации данных сейсморазведки.

## Награды
- Медаль «За оборону Ленинграда»